# 今野恭成
今野 恭成（こんの やすまさ、1989年12月7日 - ）は、日本の映画監督。福島県出身。

## 経歴
早稲田大学在学中に自主製作を始め、『アパートヘルス』が早稲田映画まつりでキネマ旬報賞、ひろしま映像展入選。同時期に制作した『砂の島』が早稲田映画まつりグランプリを受賞した。その後、東京藝術大学院映像学科に進学し、黒沢清監督、諏訪敦彦監督に師事。修了後、Vシネマ作品『ほんとうにあった怖い話31』(15)、『バレンタインナイトメア』(16)、劇場公開作品『ほんとうにあった怖い話2016』(16)を脚本・監督・編集している。

## 作品

### 映画
- 春と修羅（2013年）- 監督・脚本
- 結城家の眠り（2015年）- 監督・脚本
- リスナー（2015年）- 監督
- ほんとうにあった怖い話31（2015年、パル企画製作）- 監督・脚本
- ほんとうにあった怖い話2016（2016年、パル企画製作）- 監督・脚本
- レンコーンの夜（2016年、アルタミラピクチャーズ製作）- 監督・脚本
- バレンタインナイトメア（2016年、パル企画製作）- 監督・脚本
- チャットゾーン（2017年、ニューステージ製作）- 監督・脚本
- 岡野教授の千年花草譚（2018年、2020年3月13日一般公開[2]）[3]- 監督・脚本
- ほんとにあった！呪いのビデオ76 （2018年、コピーライツファクトリー）- 構成
- 心魔師（2018年、 日中合作/アルタミラピクチャーズ配給）- 監督・脚本
- 岡野教授の南極生物譚（2019年）- 監督・脚本
- あみはおばけ(2023年) - 監督・脚本

### テレビ
- もやモ屋（2019年 - 、NHK教育テレビ） - 脚本
- 推理作家おくゆかさん（2019年 - 、NHK教育テレビ「シャキーン！」） - 演出・脚本
- 天才てれびくん　ジオ物語（2023年 - 、NHK教育テレビ） - 脚本